# Irene Montalà
Irene Montalà (ur. 18 lipca 1976 w Barcelonie) – hiszpańska aktorka filmowa i telewizyjna.

## Życiorys
Irene Montalà przyszła na świat w Barcelonie w dzielnicy Nou Barris. Oprócz aktorstwa studiowała także taniec i śpiew. Jej ojczystymi językami są hiszpański i kataloński. Poza tym posługuje się również francuskim i angielskim.
Po raz pierwszy pojawiła się w telewizji w 1994 roku w serialu Poble nou. Dwa lata później zadebiutowała na dużym ekranie w filmie Una piraña en el bidé. Szerszą popularność przyniosły jej seriale Internat oraz Statek.

## Filmografia
- 2002: Smak życia, jako Neus
- 2004: Letnie chmury, jako Marta
- 2005: Smak życia 2, jako Neus
- 2008: Żona anarchisty, jako Pilar
- 2009–2010: Internat, jako Rebeca Benaroch
- 2011–2013: Statek, jako Julia Wilson

## Nagrody
- Nagroda Cartelera Turia (Mejor Actriz Revelación) za film Letnie chmury (2005)[1]